# Bunchosia guatemalensis
Bunchosia guatemalensis är en tvåhjärtbladig växtart som beskrevs av Franz Josef Niedenzu. Bunchosia guatemalensis ingår i släktet Bunchosia och familjen Malpighiaceae. Inga underarter finns listade i Catalogue of Life.